# Мрія Кассандри
«Мрія Касандри» (англ. «Cassandra's Dream») — драматичний трилер Вуді Аллена 2007 року про двох братів, які прагнуть хоч трохи поліпшити своє життя. Один із них завзятий гравець, постійно в боргах; інший закоханий у красуню-актрису, з якою нещодавно познайомився. Щоб роздобути грошей, вони, піддавшись на вмовляння свого дядька, вирішують піти на злочин, але все йде не так, як треба, — і брати стають ворогами. Рейтинг PG-13 від MPAA.

## Сюжет
Британці Тері (Колін Фаррелл) та Ієн (Юен Мак-Грегор) — брати, які живуть у Лондоні. Вони плід любові слабкого батька, який працює в ресторані, і сильної матері, яка навчала синів жити з гордо піднятою головою, так як їхній дядько Говард (Том Вілкінсон), успішний бізнесмен.
Брати хочуть купити яхту з назвою «Мрія Касандри». Після того як Тері виграє гроші (поставивши на собаку, яка вграла перегони), вони купують цю яхту. Вони не знають, що в грецькій міфогії провидиця Касандра пророкувала всім, хто її чув, смерть.
Після покупки яхти та їзди на позиченому «ягуарі-XK150», Ієн знайомиться з молодою, вродливою актрисою Анжелою Старк.
Через фінансові проблеми: Тері програв чимало грошей, а Ієн хоче інвестувати гроші в готельний бізнес у Каліфорнії, — вони з нетерпінням чекають на приїзд до Лондона дядька-мільйонера Говарда з нагоди дня народження його сестри, сподіваючись, що він їм допоможе. Коли брати просять його про допомогу, дядько Говард несподівано зізнається їм, що йому загрожує ув'язнення через те, що його колишній діловий партнер Мартін Бернс збирається дати свідчення проти нього в суді. Говард пропонує їм послугу за послугу: нехай його племінники вб'ють Бернса. У ролі вбивць брати досягають успіху; вчинивши злочин, вони знищують всі докази і виходять чистими з води.
Террі виплачує свої борги. Справи Ієна теж поліпшуються: він приглянув собі новенький «бентлі» і насолоджується життям з нареченою. Однак, на відміну від холоднокровного брата, Тері занурюється в депресію — він постійно пригнічений, його мучать кошмари, він переживає через те, що порушив «божий закон». Тері довіряє братові і розповідає йому, що хоче здатися поліції. Для того щоб допомогти Тері розвіятися, вони вирішують в найближчі вихідні вирушити в плавання на яхті. Ієн обдумує зловісний план: він збирається отруїти брата сильнодіючими психотропними засобами. Але врешті-решт, не зумівши переступити через себе, розуміє, що вбити брата не може. У нападі гніву Ієн накидається на Тері, і між ними відбувається бійка: у хаосі Тері штовхає брата в трюм, той отримує травму і вмирає. Тері, який і без того вже думав покінчити з життям через те, що став вбивцею, стрибає за борт і тоне.
Дядько Говард нікому не розповів правди про те, що ж насправді сталось із братами і через що вони вбили один одного.

## У ролях
- Колін Фаррелл — Тері Блейн
- Юен Мак-Грегор — Ієн Блейн
- Джон Бенфілд — Брайан Блейн
- Клер Гіґґінс — Дороті Блейн
- Ешлі Мадекве — Люсі
- Гейлі Етвел — Анджела Старк
- Саллі Хокінс — Кейт
- Том Вілкінсон — дядько Говард
- Філіп Девіс — Мартін Бернс